# Курський (Адигея)
Курський (рос. Курский; адиг. Курск) — хутір Гіагінського району Адигеї Росії. Входить до складу Сергіївського сільського поселення.
Населення — 110 осіб (2015 рік).